# Quiès calcaires de Tarascon-sur-Ariège et grotte de la Petite Caougno
Quiès calcaires de Tarascon-sur-Ariège et grotte de la Petite Caougno este o arie protejată (sit de importanță comunitară — SCI) din Franța întinsă pe o suprafață de 2.478 ha, integral pe uscat.

## Localizare
Centrul sitului Quiès calcaires de Tarascon-sur-Ariège et grotte de la Petite Caougno este situat la coordonatele 42°49′19″N 1°39′02″E / 42.82194°N 1.65056°E.

## Înființare
Situl Quiès calcaires de Tarascon-sur-Ariège et grotte de la Petite Caougno a fost declarat arie specială de conservare în baza directivei 92/43 din 1992 referitoare la conservarea habitatelor naturale și a faunei și florei sălbatice pentru a proteja 11 specii de animale.

## Biodiversitate
Situată în ecoregiunea alpină, aria protejată conține 7 habitate naturale: Pante stâncoase calcaroase cu vegetație casmofită, Păduri de fag din Europa Centrală dezvoltate pe sol calcaros cu Cephalanthero-Fagion, Matorral arborescenți cu Juniperus spp., Pajiști uscate seminaturale și facies de acoperire cu tufișuri pe substraturi calcaroase (Festuco-Brometalia) (* situri importante pentru orhidee), Peșteri inaccesibile publicului, Păduri de Quercus ilex și Quercus rotundifolia, Grohotișuri termofile și vest-mediteraneene.
La baza desemnării sitului se află mai multe specii protejate:
- mamifere (8): liliac cârn (Barbastella barbastellus), liliac cu aripi lungi (Miniopterus schreibersii), liliac cu urechi de șoarece (Myotis blythii), liliac cărămiziu (Myotis emarginatus), liliac comun (Myotis myotis), liliacul mediteranean cu potcoavă (Rhinolophus euryale), liliacul mare cu potcoavă (Rhinolophus ferrumequinum), liliacul mic cu potcoavă (Rhinolophus hipposideros)
- nevertebrate (3): Euplagia quadripunctaria, rădașcă (Lucanus cervus), Rosalia alpina